# Luftschiffhafen Potsdam

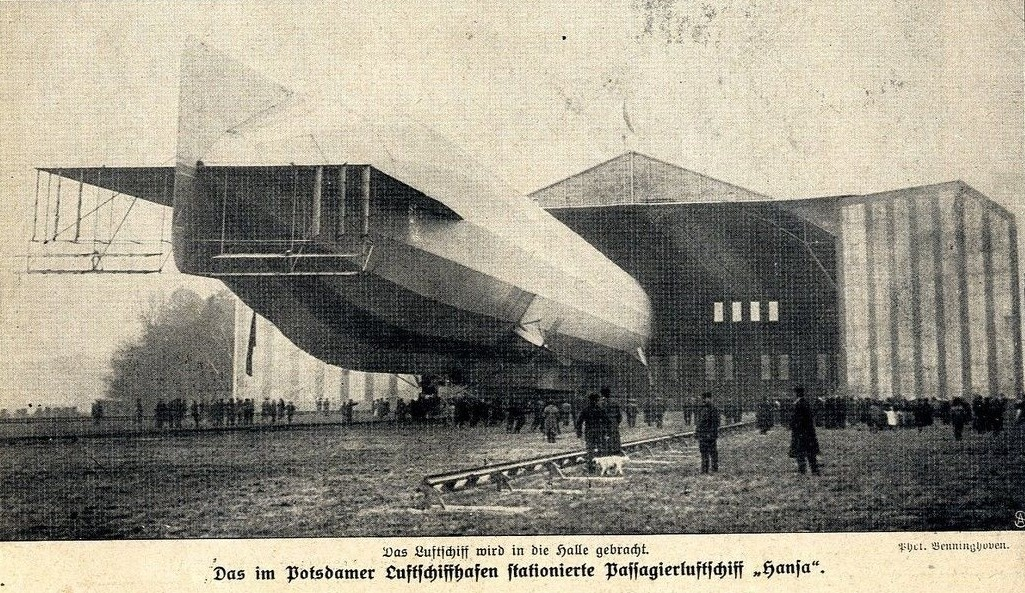
Passagierluftschiff 'Hansa' fährt in die Potsdamer Luftschiffhalle, 1912

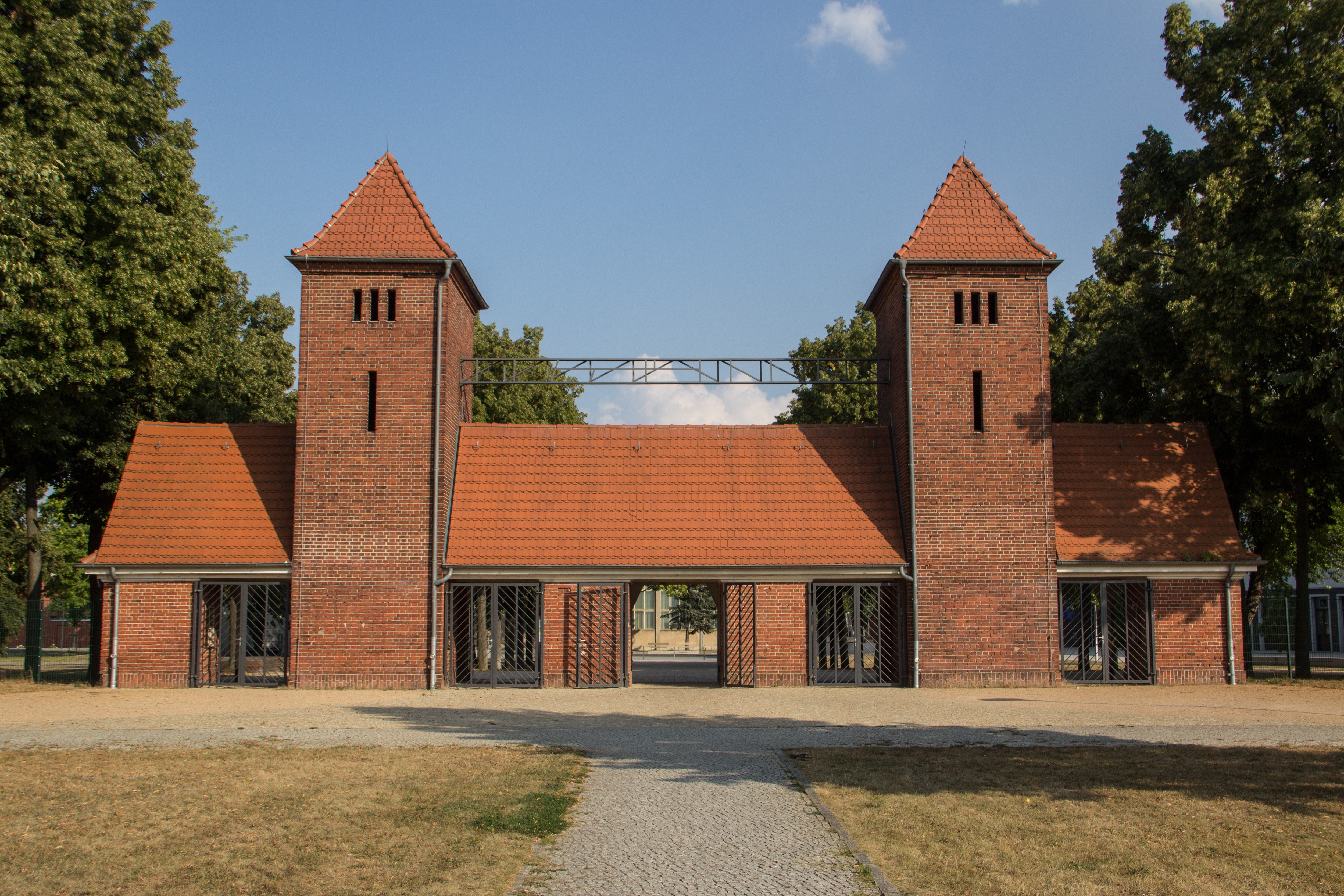
Eingang zum Luftschiffhafen

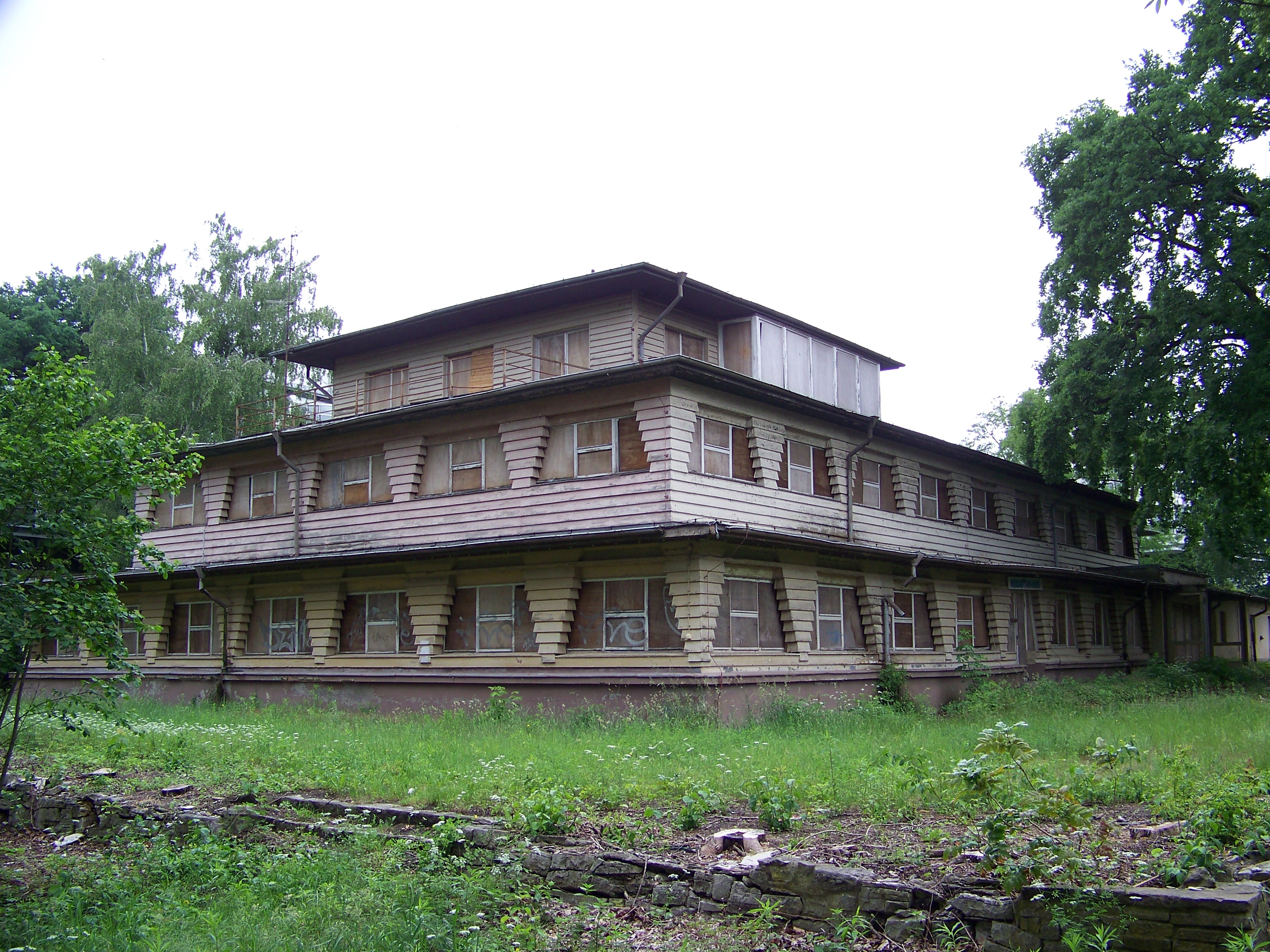
Regattahaus am Luftschiffhafen

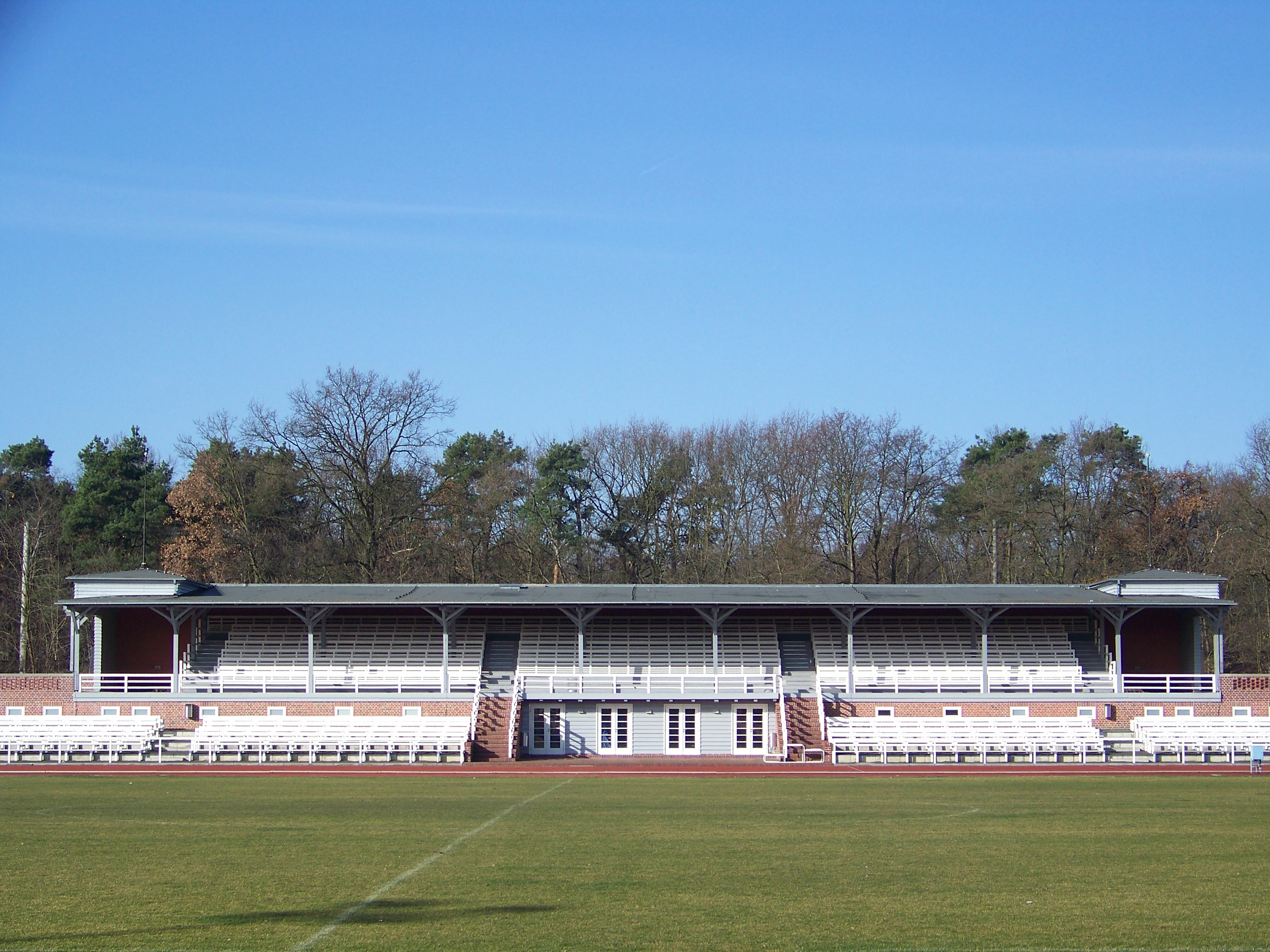
Stadion Luftschiffhafen

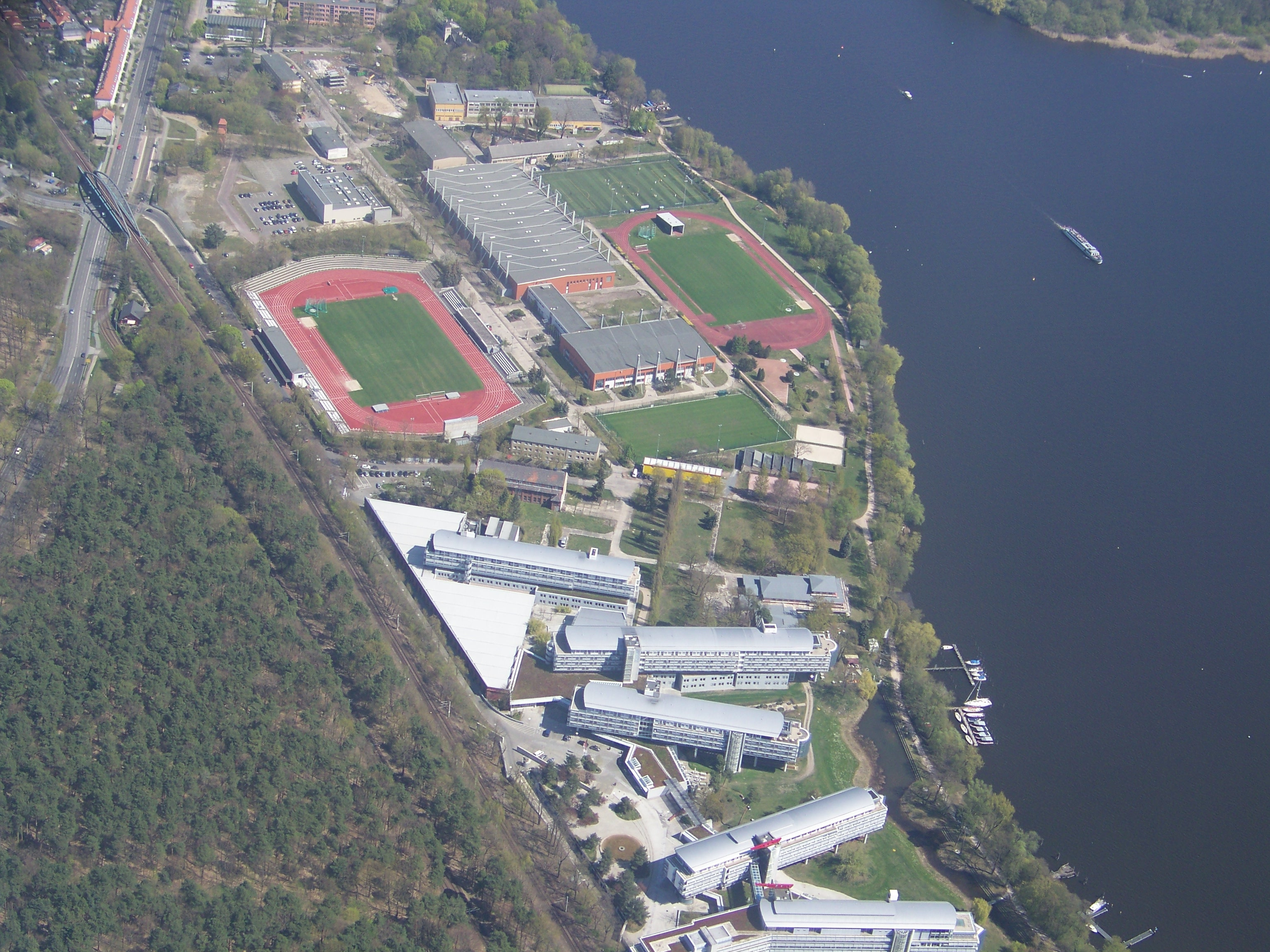
Luftaufnahme des Geländes des Luftschiffhafens (Zustand 2010)

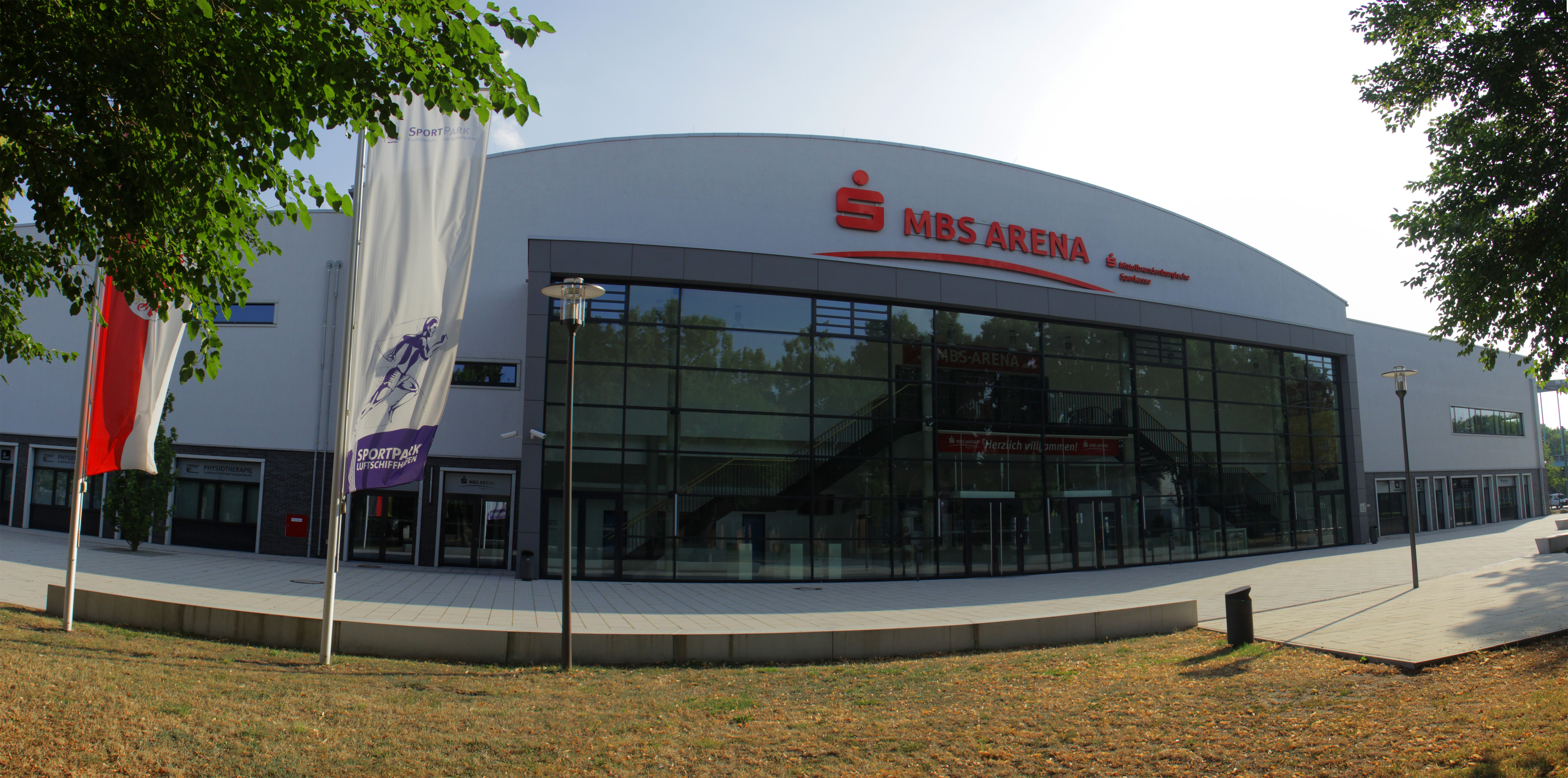
Neue Mehrzweckhalle

Der Luftschiffhafen Potsdam entstand 1911 auf einem 25 Hektar großen Areal an der Pirschheide am Templiner See in Potsdam.

## Geschichte

### Luftschiffhalle
Die ehrgeizigen Pläne sahen ein Luftfahrtzentrum Europas unter Leitung des Luftschiff-Pioniers Graf Zeppelin vor, der das Gelände 1910 von der Stadt erworben hatte. Am 9. September 1911 landete Zeppelin das Luftschiff LZ 10 Schwaben, von Gotha kommend, nach einem Rundflug über Berlin um 12:45 Uhr auf dem Gelände. Bereits im November 1912 wurde die damals mit 168,5 m Länge, 50,5 m Breite und 25 m Höhe größte Luftschiffhalle Deutschlands fertig gestellt und zum Ende des Jahres mit der Beherbergung des Luftschiffs LZ 13 Hansa eingeweiht. Dazu wurden neben Werkstätten ein unterirdisches Kraftstofflager, eine unterirdische Gasfüllanlage sowie ein Wasserstoffgasometer mit 6000 m³ Inhalt errichtet. Anfangs wurden Rundfahrten über Potsdam und Umgebung angeboten, die sich aber aufgrund fehlender Nachfrage des hohen Kartenpreises von 200 ℛℳ wegen als unrentabel erwiesen. Das Gelände wurde daher 1913 zu einer militärischen Bauwerft umgerüstet, auf der ab 1914 Kriegsluftschiffe gebaut wurden. Das erste war LZ 30, welches am 15. November 1914 zum ersten Mal aufstieg. 1917 wurde die Produktion eingestellt und 1920 die Halle aufgrund des Versailler Vertrages abgerissen.

### Sportanlage
1924 erwarb die Stadt das Gelände und errichtete den Land- und Wassersportplatz Luftschiffhafen, auf der bereits im Mai 1925 die Allgemeine Wassersportausstellung stattfand. Eröffnet wurde die Anlage 1927. Maßgeblichen Anteil an der Gestaltung hatte der damalige Stadtgarten- und Friedhofsdirektor Hans Kölle. So entstanden ein Stadion für 13.000 Zuschauer, eine riesige Regattastrecke und ein Freibad. Außerdem gab es Fußball- und Hockeyplätze, eine Festhalle, eine Kleinkaliber-Schießanlage, Bootshäuser, einen Yachthafen, sowie Spielplätze und Gaststätten. Heute sind einige dieser Gebäude nicht mehr vorhanden oder dem Verfall preisgegeben.
Ab 1952 trainierten hier die Sportler der Kasernierten Volkspolizei und später der Nationalen Volksarmee (NVA). Es entstand der ASK Vorwärts Potsdam. In den nachfolgenden Jahren luden Wettkämpfe im Stadion die Potsdamer immer wieder zu einem Besuch ein. So fanden hier internationale Leichtathletik-Wettkämpfe statt. Ende der 1970er Jahre entstand die Kinder- und Jugendsportschule (KJS) Potsdam. Es wurde ein Hochhaus als Internat, ein Schulgebäude und eine Mensa errichtet. Ebenso wurden eine Schwimm- und Leichtathletikhalle erbaut. Bereits zu DDR-Zeiten besaß das Stadion eine Tartanbahn. Die DDR-Leichtathletik-Meisterschaften 1987 wurden vom 20. bis 22. August im Luftschiffhafen ausgetragen. 1990 entstand aus dem ASK Vorwärts Potsdam der Olympische Sportclub Potsdam-Luftschiffhafen.
Der südliche Teil des Luftschiffhafens wurde zu DDR-Zeiten unter Einbeziehung der Shedhalle, eines ursprünglichen Nebengebäudes der ehemaligen Luftschiffwerft, vom Baumaschinenkombinat Ost (BMK Ost) genutzt. Auf diesem Teil entstand Anfang der 1990er Jahre die Ostdeutsche Sparkassenakademie, die 2004 in das Kongresshotel Potsdam umgewandelt wurde. Es besteht aus drei Gebäuden, die in ihrer Form Luftschiffe stilisieren sollen; die Shedhalle wurde integriert. Das Hotel wird weiterhin für Veranstaltungen der heutigen Nord-Ostdeutschen Sparkassenakademie genutzt und ist zudem Sitz weiterer Bildungseinrichtungen wie der Brandenburgischen Kommunalakademie.
Seit den 1990er Jahren trainiert im Stadion der Fanfarenzug Potsdam und bereitet sich auf internationale Wettkämpfe vor.
An der Uferpromenade befindet sich ein außergewöhnlicher Fahnenmast, es ist der des Berliner Reichstages.
Am 13. und 14. Februar 1993 wurden hier die deutschen Winterwurf-Meisterschaften der Jugend ausgetragen.
Im Jahre 2001 fanden hier die Leichtathletik-Europameisterschaften der Senioren statt.
2005 entstand auf dem Gelände des Luftschiffhafens eine neue Ballspielhalle, für die eine stark verfallene Gaststätte abgerissen wurde.
2005/06 wurde das Stadion saniert, so dass sich hier im Juni 2006 das ukrainische Fußballteam auf seinen WM-Auftritt vorbereitete. Das Stadion dient dem 1. FFC Turbine Potsdam als Trainingsstätte. Auch die Geschäftsstelle des Vereins ist am Luftschiffhafen untergebracht.
Der Juni 2007 verhalf dem Stadion zu neuer Blüte. Erst war das Oval mit Start und Ziel in den Schlösser-Marathon eingebunden. Danach fand bereits das 3. Junioren-Meeting des OSC statt. Hierbei ging es um die Qualifikationen zur Jugend-WM und um die Qualifikation zur EM der U20- und U23-Sportler.
Am 6. Januar 2010 begann mit dem Abriss des Pförtnerhauses der Ausbau zur Erneuerung des Olympiastützpunktes. Im April des Jahres folgte der Abriss von zwei asbestverseuchten Unterkünften. Am 2. September 2010 erfolgte die Grundsteinlegung für eine neue Mehrzweckhalle. Sie bildet den Mittelpunkt beim Umbau des Luftschiffhafens zum Freizeit- und Leistungssportstützpunkt. Insgesamt war eine Investitionssumme von rund 33 Millionen Euro geplant. Auch wurde im Sommer 2010 das alte Regattahaus renoviert. Am 18. Januar 2012 fand die feierliche Eröffnung der neuen Mehrzweckhalle mit dem Namen MBS Arena statt. Die Bauphase war von zwei tödlichen Unfällen auf der Baustelle überschattet worden.
Im Stadion Luftschiffhafen fanden vom 26. Juli bis 1. August 2010 zum zweiten Mal die Weltmeisterschaften der Marching- und Showbands statt. Etwas später wurden vom 26. bis zum 29. August im Stadionrund die deutschen Meisterschaften im Mehrkampf ausgetragen.
Im Dezember 2013 wurden die Schwimmhalle und die Leichtathletikhalle wegen Einsturzgefahr gesperrt.